# To Wong Foo, Thanks for Everything! Julie Newmar
To Wong Foo, Thanks for Everything! Julie Newmar (bra: Para Wong Foo, Obrigada por Tudo! Julie Newmar; prt: Os Três Mosqueteiros do Amor) é um filme estadunidense de 1995, do género comédia dramática, dirigida por Beeban Keedron e estrelada por Patrick Swayze, Wesley Snipes e John Leguizamo .

## Sinopse
Três drag queens viajam pelo interior dos Estados Unidos, quando o carro em que estão quebra e elas ficam encalhadas numa cidadezinha onde nada acontece. Ou acontecia... As três tiram proveito da situação e usam o glamour para chacoalhar os moradores com um palco montado para um fim de semana de alegria e simplicidade. 

## Prêmios e indicações
Prêmios Globo de Ouro 1996
- Indicado
  - Melhor ator - comédia ou musical (Patrick Swayze)[4]
  - Melhor ator coadjuvante/secundário (John Leguizamo)[4]

## Elenco
- Patrick Swayze .....Vida Boheme
- Wesley Snipes .....Noxeema Jackson
- John Leguizamo .....Chi-Chi Rodriguez
- Stockard Channing .....Carol Ann
- Chris Penn .....Xerife Dollard
- Michael Vartan .....Tommy
- Robin Williams .....John Jacob Schmidt
- Blythe Danner .....Beatrice
- Jason London .....Bobby Ray
- Alice Drummond .....Clara
- Beth Grant .....Loretta
- Jennifer Milmore .....Bobby Lee
- Julie Newmar .....Ela mesma
- Marceline Hugot .....Kalina
- Melinda Dillon .....Merna
- Arliss Howard .....Virgil
- Mike Hodge .....Jimmy Joe
- Jamie Harrold .....Billy Budd
- RuPaul .....Rachel Tensions
- Joel Story .....Little Earnest
- Abie Hope Hyatt .....Donna Lee
- Jamie Leigh Wolbert .....Iandra Lee
- Shea Degan .....Itate Troopers
- Clinton Leupp .....Miss Coca Peru